# Dreieck Weil am Rhein
Dreieck Weil am Rhein is een knooppunt in Duitsland.
Op dit knooppunt sluit de A98 vanuit Rheinfelden aan op de A5 Frankfurt am Main-Bazel.

## Toekomst
Er bestaan plannen om de A98 vanaf het knooppunt Weil am Rhein door te trekken over de Rijn, naar de Franse A35. Daartoe zal het knooppunt verbouwd moeten worden.

## Richtingen knooppunt
| Aansluitende wegen                                         | Aansluitende wegen | Aansluitende wegen | Aansluitende wegen | Aansluitende wegen                             |
| ---------------------------------------------------------- | ------------------ | ------------------ | ------------------ | ---------------------------------------------- |
| richting Efringen-Kirchen / Freiburg Stuttgart / Karlsruhe |                    |                    |                    | richting Lörrach / Rheinfelden                 |
|                                                            |                    |                    |                    |                                                |
|                                                            |                    |                    |                    |                                                |
|                                                            |                    |                    |                    |                                                |
|                                                            |                    |                    |                    | richting Weil am Rhein Huningue (F) Basel (CH) |

## Verkeersintensiteiten
Dagelijks passeren ongeveer 90.000 voertuigen het knooppunt
| Van                      | Naar                           | Gemiddeld aantal voertuigen per dag | Percentage vrachtverkeer |
| ------------------------ | ------------------------------ | ----------------------------------- | ------------------------ |
| AS Efringen-Kirchen (A5) | AD Weil am Rhein               | 37.700                              | 13,8 %                   |
| AD Weil am Rhein         | AS Weil am Rhein/Hüningen (A5) | 39.800                              | 8,5 %                    |
| AD Weil am Rhein         | AS Lörrach-Mitte (A98)         | 28.800                              | 12,0 %                   |

## Weblinks
- Karte mit der Lage des Autobahndreiecks[dode link]